# Сальвадор Ескола Арімані
Сальвадор Ескола Арімані (*1854, Саррія, Барселона — †1905, Мадрид) — іспанський художник.
Після отримання премії Академії красних мистецтв в Барселоні він відправився в Рим, щоб продовжити навчання. З 1876 по 1879 проживав у Бразилії та Уругваї, де виставляє свої перші картини та завойовує славу портретиста, адже саме цьому жанрові він присвятив більшу частину своїх робіт.
Повернувшись в Іспанію, він влаштовується в Барселоні, в 1884 переселяється в Сарагосу, де одружується. Продовжує займатися портретним жанром, особливу увагу у нього привертають світлотінь та світлові ефекти. Епідемія холери 1885 змусила його емігрувати до Португалії. Його відрекомендували у королівському дворі Луїса І і тут він успішно застосовує свій талант малюючи портрети королівських сімей (Луїс І та Карлос І) ті інших видатних осіб політичного життя Португалії.
В 1895 в Іспанії малює портрет Праксадеса Матео Саґасти (Práxedes Mateo Sagasta, 1827–1903), який робить про нього гарні відгуки, називаючи одним з облич епохи. Повернувшись в Іспанію, Сальвадор мешкає у Мадриді, де отримує важливі замовлення від державних установ, у тому числі на портрет Сеґісмунда Морета (1838–1913), голову Парламенту.
Між 1896 і 1898 періодично іздить у Португалію, де виконує різні замовлення королівської родини. В цей час в Іспанії він вже був добре відомим художником, що домігся професійного визнання. Помер у віці 51 року.